# Carl Widmer
Carl Widmer (1900) è stato un ginnasta svizzero.

## Palmarès

### Olimpiadi
- Bronzo a Parigi 1924 nel concorso a squadre.